# Unterseeboot 953
L'Unterseeboot 953 ou U-953 est un sous-marin allemand (U-Boot) de type VIIC utilisé par la Kriegsmarine pendant la Seconde Guerre mondiale.
Le sous-marin est commandé le 10 avril 1941 à Hambourg (Blohm + Voss), sa quille est posée le 10 février 1942, il est lancé le 28 octobre 1942 et mis en service le 17 décembre 1942, sous le commandement de l'Oberleutnant zur See Karl-Heinz Marbach.
L'U-953 n'endommage ni ne coule aucun navire au cours des dix patrouilles (349 jours en mer) qu'il effectue.
Il capitule à Trondheim en 1945 et est démoli en 1949.

## Conception
Unterseeboot type VII, l'U-953 avait un déplacement de 769 tonnes en surface et 871 tonnes en plongée. Il avait une longueur totale de 67,10 m, un maître-bau de 6,20 m, une hauteur de 9,60 m et un tirant d'eau de 4,74 m. Le sous-marin était propulsé par deux hélices de 1,23 m, deux moteurs Diesel Germaniawerft M6V 40/46 de 6 cylindres en ligne de 1 400 ch à 470 tr/min, produisant un total de 2 060 à 2 350 kW en surface et de deux moteurs électriques Brown, Boveri & Cie GG UB 720/8 de 375 ch à 295 tr/min, produisant un total 550 kW, en plongée. Le sous-marin avait une vitesse en surface de 17,7 nœuds (32,8 km/h) et une vitesse de 7,6 nœuds (14,1 km/h) en plongée. Immergé, il avait un rayon d'action de 80 milles marins (150 km) à 4 nœuds (7,4 km/h; 4,6 milles par heure) et pouvait atteindre une profondeur de 230 m. En surface son rayon d'action était de 8 500 milles nautiques (soit 15 700 km) à 10 nœuds (19 km/h).
L'U-953 disposait de cinq tubes lance-torpilles de 53,3 cm (quatre montés à l'avant et un à l'arrière) et embarquait quatorze torpilles. Il était équipé d'un canon de 8,8 cm SK C/35 (220 coups) et d'un canon antiaérien de 20 mm Flak. Il pouvait transporter 26 mines TMA ou 39 mines TMB. Son équipage comprenait 4 officiers et 40 à 56 sous-mariniers.

## Historique
Il suit sa période d'entraînement de base à la 5. Unterseebootsflottille jusqu'au 31 mai 1943, il intègre son unité de combat dans la 3. Unterseebootsflottille puis dans la 33. Unterseebootsflottille à partir du 15 octobre 1944.
Il quitte Kiel pour sa première patrouille sous les ordres de l'Oberleutnant zur See Karl-Heinz Marbach le 1er août 1942. L'U-953 rejoint d'autres U-Boote qui attendent à l'ouest des Açores pour intercepter les convois UGS-9 et GUS-7A. Bredouille, le groupe se sépare et les U-Boote font cap au nord en vue d'un ravitaillement prodigué par l'U-488.
Début juillet, l'U-953 fait partie du groupe Geier 2, proche des côtes du Portugal. À 500 nautiques de la côte, les U-Boote sont la cible de nombreuses attaques aériennes. Le 8 juin 1943, les attaques s'enchaînent tellement que les commandants d'U-Boote sont autorisés à retourner à leurs bases si les circonstances le justifient. Le 9 juin, l'U-953 est attaqué par un Liberator de l'USAAF. L'U-Boot est fortement ébranlé, sans aucun dommage. Pendant l'attaque, un homme d'équipage est tué et deux autres sont blessés. L'U-953 atteint La Pallice le 22 juillet 1943 après 71 jours passés en mer, soit la plus longue patrouille de sa carrière.
L'U-953 est l'un des sept U-Boote transformé en U-Flak entre mai et novembre 1943. Les six autres sont l'U-211, l'U-256, l'U-263, l'U-271, l'U-441 et l'U-621. Il devient U-Flak 3.
 L'augmentation de l'armement limite l'emport de carburant, ce qui les rend impropres à des opérations lointaines.
Sa deuxième patrouille se déroule du 2 octobre au 17 novembre 1943, soit 47 jours. L'U-953 rejoint une zone dans le golfe de Gascogne afin d'assurer une protection anti-aérienne aux U-Boote rentrant et sortant de leurs bases françaises. Fin octobre 1943, il rejoint un groupe de sept U-Boote formant une force mobile, le groupe Schill, pour effectuer une attaque de nuit contre le convoi MKS-28/SL-138 au nord-ouest de l'Espagne. L'U-953 ne rencontre aucun succès. Le 1er novembre 1943, il signale un convoi MKS mais les U-Boote du groupe sont trop loin pour envisager des attaques. L'U-953 rentre à sa base après 47 jours en mer. Au cours de cette mission Karl-Heinz Marbach reçoit sa Croix de fer 1re classe le 21 novembre 1943.
L'expérience comme U-Flak étant un échec, le submersible reprend sa configuration d'origine et retourne au service opérationnel.
Il quitte La Pallice le 26 décembre 1943 pour sa troisième patrouille dans l'Atlantique Nord. En début de soirée du 11 janvier 1944, l'U-953 revendique un coup au but contre une corvette canadienne d'escorte des convois combinés KMS-38/OS-64 à l'ouest du cap Finisterre. Au cours de cette attaque, il est chassé avec des charges de profondeur ainsi qu'avec des mortiers sous-marins treize heures d'affilée. Il se dirige ensuite vers Casablanca puis à partir du 21 janvier 1944, longe sans succès les côtes ouest du Maroc. Le 4 février, il est attaqué par un avion allié lorsqu'il opère à proximité du convoi ONS-22.
Le 30 mars 1944, l'U-953 fait une sortie en mer pour trois jours. Le 23 avril il rejoint le port de Brest qu'il atteint quatre jours plus tard.
Sa cinquième patrouille se déroule du 22 au 28 mai 1944, soit sept jours en mer. L'U-953 est alors l'un des cinq U-Boote équipés d'un schnorchel qui patrouillent dans l'ouest de la Manche et au nord d'Ouessant en coopération avec des radars à terre, en quête de croiseurs et de destroyers alliés. L'objectif est d'expérimenter l'efficacité du schnorchel et d'évaluer les tactiques à adopter dans les zones que survolent les nombreux avions alliés. Les résultats sont décourageants et il rentre donc à la base.
Sa sixième patrouille commence le 6 juin 1944. L'U-953 reçoit l'ordre de gagner une zone située au nord de Cherbourg, d'entrer dans la Manche et d'infliger des pertes aux forces d'invasion. Le matin du 8 juin 1944, l'U-953 tire quatre torpilles sur des destroyers du convoi EG-12 à l'ouest de l'entrée de la Manche. Trois torpilles détonnent près des navires de guerre sans leur causer de dommages. Quelques jours plus tard, l'U-953 est obligé de rentrer à sa base après treize jours en mer.
Il reprend la mer pour sa septième patrouille le 24 juin 1944. Le matin du 5 juillet 1944, l'U-953 attaque un convoi au sud de Worthing. Il déclare avoir envoyé par le fond un cargo britannique et revendique un coup au but porté à un autre bâtiment (le Glendinning fut en fait coulé par l'U-763). Six jours plus tard, il attaque un autre convoi près de l'île de Wight et s'accorde un bâtiment et un destroyer touchés, sans autre confirmation.
En juillet 1944, l'Oberleutnant zur See Karl-Heinz Marbach se rend en Allemagne pour y recevoir la Croix de Chevalier ; il ne peut revenir à Brest en raison de l'avance des troupes alliées. L'Oberleutnant zur See Herbert A. Werner alors en attente d'une affectation à la suite du naufrage de l'U-415, prend le commandement de l'U-953 et complète son équipage avec certains marins de son ancien bâtiment. Il ne reste à ce moment-là que deux sous-marins dans la 1re flottille à Brest quelques semaines avant la chute de la ville.
Le 12 août 1944, le sous-marin quitte Brest pour Bordeaux-La Pallice en transportant du matériel, des équipements scientifiques et une quarantaine de techniciens.
Lors de sa neuvième patrouille, l'U-953 patrouille au large les côtes britanniques. Il est l'un des trois U-Boote équipés d'un schnorchel opérant dans le nord de la Manche à partir de la mi-septembre 1944. Les sous-marins y passent trop peu de temps pour apercevoir des bâtiments ennemis. Il atteint la Norvège le 11 octobre 1944.
Entre octobre 1944 et février 1945, il effectue de courts trajets en mer entre divers ports norvégiens.
Sa dixième et dernière patrouille commence le 21 février au départ de Bergen pour la Manche. L'U-953 s'active dans l'entrée ouest de la Manche à partir de la mi-mars 1945, toujours sans aucun succès. Début avril 1945, il rentre à Bergen.
L'U-953 se rend aux forces alliées le 9 mai 1945 à Trondheim et, le 29 mai 1945, il quitte la base pour Scapa Flow. Il est alors utilisé comme bâtiment expérimental dans la série "N" des sous-marins de la Royal Navy.
Il est mis au rebut puis démoli en juin 1949 par la compagnie Clayton & Davies Ltd de Dunston.

## Affectations
- 5. Unterseebootsflottille du 17 décembre 1942 au 31 mai 1943 (Période de formation).
- 3. Unterseebootsflottille du 1er juin 1943 au 14 octobre 1944 (Unité combattante).
- 33. Unterseebootsflottille du 15 octobre 1944 au 8 mai 1945 (Unité combattante).

## Commandement
- Oberleutnant zur See Karl-Heinz Marbach du 17 décembre 1942 à août 1944 (Croix de fer).
- Oberleutnant zur See Herbert A. Werner d'août 1944 à avril 1945.
- Oberleutnant zur See Erich Steinbrink d'avril 1945 au 9 mai 1945.

## Patrouilles
|       | Commandant               | Départ           | Départ       | Arrivée          | Arrivée      | Jours     | Succès |
| ----- | ------------------------ | ---------------- | ------------ | ---------------- | ------------ | --------- | ------ |
| 1     | Oblt. Karl-Heinz Marbach | 13 mai 1943      | Kiel         | 22 juillet 1943  | La Pallice   | 71 jours  |        |
| 2     | Oblt. Karl-Heinz Marbach | 2 octobre 1943   | La Pallice   | 17 novembre 1943 | La Pallice   | 47 jours  |        |
| 3     | Oblt. Karl-Heinz Marbach | 26 décembre 1943 | La Pallice   | 20 février 1944  | La Pallice   | 57 jours  |        |
| 4     | Oblt. Karl-Heinz Marbach | 30 mars 1944     | La Pallice   | 1er avril 1944   | La Pallice   | 3 jours   |        |
|       | Oblt. Karl-Heinz Marbach | 23 avril 1944    | La Pallice   | 26 avril 1944    | Brest        | 4 jours   |        |
| 5     | Oblt. Karl-Heinz Marbach | 22 mai 1944      | Brest        | 28 mai 1944      | Brest        | 7 jours   |        |
| 6     | Oblt. Karl-Heinz Marbach | 6 juin 1944      | Brest        | 18 juin 1944     | Brest        | 13 jours  |        |
| 7     | Oblt. Karl-Heinz Marbach | 24 juin 1944     | Brest        | 22 juillet 1944  | Brest        | 29 jours  |        |
| 8     | Oblt. Herbert A. Werner  | 10 août 1944     | Brest        | 11 août 1944     | Brest        | 2 jours   |        |
| L     | Oblt. Herbert A. Werner  | 12 août 1944     | Brest        | 19 août 1944     | La Pallice   | 8 jours   |        |
| 9     | Oblt. Herbert A. Werner  | 31 août 1944     | La Pallice   | 11 octobre 1944  | Bergen       | 42 jours  |        |
|       | Oblt. Herbert A. Werner  | 16 octobre 1944  | Bergen       | 25 octobre 1944  | Kiel         | 10 jours  |        |
|       | Oblt. Herbert A. Werner  | 4 février 1945   | Kiel         | 9 février 1945   | Kristiansand | 6 jours   |        |
|       | Oblt. Herbert A. Werner  | 12 février 1945  | Kristiansand | 15 février 1945  | Bergen       | 4 jours   |        |
| 10    | Oblt. Herbert A. Werner  | 21 février 1945  | Bergen       | 3 avril 1945     | Bergen       | 42 jours  |        |
|       | Oblt. Herbert A. Werner  | 6 avril 1945     | Bergen       | 9 avril 1945     | Trondheim    | 4 jours   |        |
| Total | Total                    | Total            | Total        | Total            | Total        | 349 jours | 0 t    |

Note : Oblt. = Oberleutnant zur See

### OpérationsWolfpack
L'U-953 a opéré avec les Wolfpacks (meute de loups) durant sa carrière opérationnelle.
- Trutz (1er–16 juin 1943)
- Trutz 2 (16–29 juin 1943)
- Geier 2 (30 juin - 15 juillet 1943)
- Schill (25 octobre - 16 novembre 1943)
- Borkum (1er–3 janvier 1944)
- Borkum 3 (3–13 janvier 1944)
- Dragoner (22–28 mai 1944)